# Замша Іван Лукич
За́мша Іван Лукич (8 жовтня 1895, с. Розкішна Ставищенської волості Таращанського повіту Київської губернії — 15 листопада 1978, Нью-Йорк, США) — економіст, кооперативний діяч. Закінчив протогімназію у волосному містечку Ставище, Український кооперативний інститут у Києві (1923). У 1912 році поїхав до Маньчжурії практикувати кооперацію. 1916 року мобілізований до царської армії. Після Лютневої революції 1917 року брав активну участь в українізації військ у Ростові-на-Дону та в Ґорі, де очолював українську громаду. Член Закавказької крайової української ради, утвореної 1917 року під час Українського військового з'їзду Закавказзя у Тбілісі. Від 1918 — у Дніпровському союзі споживчих союзів України (Дніпросоюз), засновник кооперативного союзу в містечку Тараща. Делегат Першого Всеукраїнського церковного собору в Києві. Один із засновників (1920) і керівник фінансового відділу Всеукраїнської кооперативної спілки (ВУКООПСПІЛКИ), діяльність якої була спрямована на організацію товарообміну між містом і селом та постачання трудящим товарів широкого вжитку, витісняючи з торгівлі приватний капітал. Двічі був заарештований: 15 жовтня 1930 року (три місяці ув'язнення) та у березні 1931 року (звільнений наприкінці року). Викладав в Українському кооперативному інституті, де захистив 1934 року докторську дисертацію з економіки. 1934–38 — завідувач планово-економічної кафедри Інституту підготовки економічних й інженерно-технічних кадрів Народного комісаріату важкої промисловості. Під час Другої світової війни очолював фінансовий відділ ВУКООПСПІЛКИ на окупованій території. Наприкінці війни виїхав до Німеччини. До 1949 очолював фінансовий відділ Українського центрального допомогового комітету. У 1945–51 роках був професором, завідувачем планово-економічної кафедри Української високої економічної школи в Мюнхені. З 1952 року — у США. Секретар Управи УВАН (від 1965), керівник фінансового відділу. Секретар Михайла Ветухова (по УВАН). Автор низки статей з історії українського кооперативного руху в УРСР.
http://www.svoboda-news.com/arxiv/pdf/1970/Svoboda-1970-183.pdf [Архівовано 11 лютого 2015 у Wayback Machine.]